# Eusarsiella rudescui
Eusarsiella rudescui is een mosselkreeftjessoort uit de familie van de Sarsiellidae. De wetenschappelijke naam van de soort is, als Sarsiella rudescui, voor het eerst geldig gepubliceerd in 1978 door Kornicker & Caraion.